# John Waite
John Charles Waite (Lancaster, Lancashire, Inglaterra, 4 de julio de 1952,) es un cantante y músico británico de rock, particularmente exitoso en la década de los 80's.
Fue el vocalista de The Babys y Bad English. Como solista llegó al puesto #1 en los Estados Unidos y al Top 10 en el UK Singles Chart, con su sencillo "Missing You" en 1984,

## Biografía
Waite participó primero en la banda The Babys como vocalista y bajista. The Babys fue un grupo británico que tuvo un éxito moderado en los charts y unos sólidos conciertos en sus tours. En el transcurso de cinco años, The Babys lanzaron cinco álbumes, finalizando su carrera con On the Edge lanzado en octubre de 1980, después la banda se disolvió.
Posteriormente, Waite inició su carrera como solista, lanzando su álbum debut en 1982, titulado Ignition, que produjo el sencillo "Change". The Chrysalis 45 falló al entrar en el Billboard Hot 100 durante su lanzamiento inicial, pero fue un hit en el AOR (Album-Oriented Rock) emisoras de radios así como también un videoclip muy popular en MTV que fue el 'nuevo' canal de cable celebrando su primer año de transmisión. La pista fue escrita por Holly Knight (originalmente grabada por Holly para su banda Spider) y que en 1985 fue incluida en la banda sonora de la película Vision Quest. (El sencillo fue reeditado y esta vez alcanzó los a entrar en los Top 50 on the Hot 100). "Going to The Pop" fue lanzado como la continuación de "Change".
Su siguiente álbum, No Brakes, llamó la atención mundial - y se convirtió en un álbum que entró en los Top 10 de Billboard en EE. UU. - debido al lanzamiento del sencillo "Missing You" que llegó al puesto #1 en el Billboard Hot 100. Este sencillo le quitó el puesto #1 al sencillo "What's Love Got To Do With It" de Tina Turner. Por esa razón, Turner más tarde, versionó la canción de Waite. (El sencillo de Turner llegó al decepcionante puesto #84 en el Billboard Hot 100 en 1996.) "Missing You" también se convirtió en el sencillo #1 en el Mainstream Rock Tracks del Adult Contemporary de Billboard. No Brakes vendió más de un millón y medio de copias en Estados Unidos y aun así, nunca fue certificado de oro por la RIAA (una empresa de certificaciones mundiales según las ventas de discos.) Dos sencillos más de No Brakes, incluyendo "Tears" que también entraron en el Mainstream Rock Tracks de Billboard.
El siguiente álbum fue Mask of Smiles lanzado en 1985, y su primer y único sencillo fue "If Anybody Had a Heart" que fue lanzado para la banda sonora de la película de 1986 About Last Night ... con Demi Moore. En 1987, "Rover's Return" fue lanzado con el sencillo "These Times Are Hard For Lovers". Waite tendría otra banda sonora en 1990 para la película Days of Thunder, con su sencillo "Deal for Life" escrito por Martin Page y Bernie Taupin.
En 1988, Waite reunió a antiguos miembros de The Babys, Jonathan Cain y Ricky Phillips con Neal Schon de la banda Journey y el baterista Deen Castronovo, para formar el supergrupo Bad English. En 1989, la balada de Bad English "When I See You Smile" (escrito por Diane Warren) llegó al puesto #1 en el Billboard Hot 100 y recibió el certificado de oro. El álbum llegó a los Top 5 de Billboard al vender casi dos millones de copias en los Estados Unidos. Bad English lanzó dos álbumes más antes de que las relaciones tensas entre sus integrantes causaran la disolución de esta en 1992.
Waite volvió a trabajar en solitario y desde 1995 ha producido cinco álbumes como solista, incluyendo su álbum Downtown... Journey of a Heart. Él todavía sigue haciendo tours, incluyendo el de 2003 con Ringo Starr y su banda All Starr Band, actuando como teloneros de Journey en el 2005.
En el 2006, "Missing You" fue lanzado a dúo con Alison Krauss y alcanzó a entrar en los Top 40 en los Country Charts en los Estados Unidos.
También en el mismo año "Missing You" fue grabado por Rod Stewart en su disco Still the Same... el que fue número uno en la lista de álbumes Billboard 200 con 184.000 copias vendidas, por lo que Rod Stewart dijo que estaba "extremadamente feliz" con el logro.
Waite apareció con Krauss en Tonight Show el 5 de febrero de 2007 para interpretar "Missing You".
Fue un residente por largo tiempo en la Ciudad de Nueva York, pero Waite actualmente vive en Newport Beach en California.
En 2011 lanza su último álbum de estudio denominado Rough & Tumble.

## Discografía

### Álbumes de estudio
| 1982                                  | Ignition - Discográfica: Chrysalis Records                  | —  | —  | 68 |                |
| 1984                                  | No Brakes - Discográfica: EMI                               | 46 | —  | 10 | - CAN: Platino |
| 1985                                  | Mask of Smiles - Discográfica: EMI                          | —  | —  | 36 |                |
| 1987                                  | Rovers Return - Discográfica: EMI                           | —  | 28 | 77 |                |
| 1995                                  | Temple Bar - Discográfica: Imago Records                    | —  | —  | —  |                |
| 1997                                  | When You Were Mine - Discográfica: Mercury Records          | —  | —  | —  |                |
| 2001                                  | Figure in a Landscape - Discográfica: One Way Records       | —  | —  | —  |                |
| 2004                                  | The Hard Way - Discográfica: No Brakes                      | —  | —  | —  |                |
| 2007                                  | Dowtown: Journey of a Heart - Discográfica: Rounder Records | —  | —  | —  |                |
| 2011                                  | Rough & Tumble - Discográfica: Frontiers Records            | —  | —  | —  |                |
| "—" denota que no entró en los charts |                                                             |    |    |    |                |

### En Vivo
| Year | Album              | Label             |
| ---- | ------------------ | ----------------- |
| 2001 | Live & Rare Tracks | One Way           |
| 2010 | In Real Time       | Frontiers Records |
| 2013 | Live - All Access  | No Brakes Records |

### Compilaciones
| Año  | Álbum                                       | Discográfica      |
| ---- | ------------------------------------------- | ----------------- |
| 1992 | The Essential John Waite                    | Chrysalis         |
| 1996 | Complete                                    | Capitol           |
| 2014 | Best                                        | No Brakes         |
| 2017 | Wooden Heart – Acoustic Anthology, Volume 2 | No Brakes Records |

### Sencillos
| 1982                                  | "Change"                          | — | —  | —  | —  | 16 | —  | —  | —  | Ignition                        |
| 1984                                  | "Missing You"                     | 9 | 18 | 12 | 1  | 12 | 7  | 27 | —  | No Brakes                       |
| 1984                                  | "Tears"                           | — | —  | —  | 37 | 8  | —  | —  | —  | No Brakes                       |
| 1985                                  | "Restless Heart"                  | — | —  | —  | 59 | 28 | —  | —  | —  | No Brakes                       |
| 1985                                  | "Change" (relanzamiento)          | — | —  | —  | 54 | —  | —  | —  | —  | Vision Quest (Banda sonora)     |
| 1985                                  | "Every Step of the Way"           | — | —  | —  | 25 | 4  | —  | —  | —  | Mask of Smiles                  |
| 1985                                  | "Welcome to Paradise"             | — | —  | —  | 85 | —  | —  | —  | —  | Mask of Smiles                  |
| 1986                                  | "If Anybody Had a Heart"          | — | —  | —  | 76 | 24 | —  | —  | —  | About Last Night (banda sonora) |
| 1987                                  | "These Time Are Hard for Lovers"  | — | —  | —  | 53 | 6  | —  | —  | —  | Rover's Return                  |
| 1987                                  | "Don't Lose Any Sleep"            | — | —  | —  | 81 | —  | —  | —  | —  | Rover's Return                  |
| 1988                                  | "Rover's Return"                  | — | —  | —  | —  | —  | —  | —  | —  | Rover's Return                  |
| 1995                                  | "How Did I Get By Without You?"   | — | —  | —  | 89 | 20 | —  | —  | —  | Temple Bar                      |
| 2001                                  | "Fly"                             | — | —  | —  | —  | —  | 27 | —  | —  | Figure in a Landscape           |
| 2005                                  | "New York City Girl"              | — | —  | —  | —  | —  | 23 | —  | —  | The Hard Way                    |
| 2006                                  | "Missing You" (con Alison Krauss) | — | —  | —  | —  | —  | —  | —  | 34 | Downtown: Journey of a Heart    |
| 2011                                  | "Shadows of Love"                 | — | —  | —  | —  | —  | —  | —  | —  | Rough & Tumble                  |
| 2011                                  | "If You Ever Get Lonely"          | — | —  | —  | —  | —  | —  | —  | —  | Rough & Tumble                  |
| "—" denota que no ingresó a los chart |                                   |   |    |    |    |    |    |    |    |                                 |